# Amore facile
Amore facile è un film  a episodi del 1964, diretto da Gianni Puccini.
È diviso in cinque episodi: Una domenica d'agosto, Il vedovo bianco, Un uomo corretto, Una casa rispettabile, Divorzio italo-americano.